# Моисеенко, Евсей Евсеевич
Евсе́й Евсе́евич Моисе́енко (15 [28] августа 1916, Уваровичи, Могилёвская губерния — 29 ноября 1988, Ленинград) — советский живописец, педагог.
Академик АХ СССР (1973; член-корреспондент — 1962). Герой Социалистического Труда (1986). Народный художник СССР (1970). Лауреат Ленинской премии (1974) и Государственной премии СССР (1983). Член Союза художников СССР с 1947 года.

## Биография и творчество
Евсей Моисеенко родился 15 (28) августа 1916 года в местечке Уваровичи (ныне посёлок городского типа в Буда-Кошелёвском районе Гомельской области Белоруссии).
После окончания семи классов отправился в Москву. Учился в Художественно-промышленном училище имени М. И. Калинина (1931-35), отделение росписи по металлу и папье-маше, у Б. Н. Ланге. Дипломная работа — папка-адрес «Чапаев».
В 1935 году поступил в Ленинградский институт живописи, скульптуры и архитектуры. В числе педагогов были И. И. Бродский и В. Н. Яковлев. Большое влияние оказал на формирование художника А. А. Осмёркин, в мастерской которого он обучался.
Занятия прервала Великая Отечественная война: 5 июля 1941 года ушёл добровольцем в народное ополчение. На подступах к Ленинграду вместе со своей частью попал в окружение и фашистский плен. До апреля 1945 года находился в концентрационном лагере в Альтенграбове. Когда узники были освобождены союзными войсками, его переправили на родину. Войну закончил, сражаясь в 3-м гвардейском кавалерийском корпусе.
После демобилизации в 1945 году возвратился в институт и в 1947 году окончил его по мастерской А. А. Осмёркина с присвоением квалификации художника живописи. Дипломная работа — картина «Генерал Доватор».
Мастер пейзажа, натюрморта. Известность принесли художнику станковые картины на темы Гражданской и Великой Отечественной войн: «Красные пришли» (1961), «Матери, сёстры» (1967), «Черешня» (1969), «Победа» (1972), «9 Мая» (1975). В этих работах он философски переосмысливает тему войны.
Представляет советское искусство за рубежом, участник Венецианского биеннале (1964, 1972).
За картины «Первая конная», «Красные пришли», «Вестники», «Черешня» удостоен звания Народный художник СССР (1970).
В 1970—1980-х годах наряду с тематической живописью заявил о себе как о талантливом портретисте.
В последние годы жизни обращался к евангельским сюжетам («Распятие», 1988).
С 1958 года и до конца жизни — руководитель персональной мастерской в Институте живописи, скульптуры и архитектуры имени И. Е. Репина. Воспитал несколько поколений художников. В 1963 году утверждён в звании профессора.
Для манеры художника характерна острая графичность, доходящая порой до экспрессии в сочетании со свободной работой кистью, мастерская композиция, яркие, чистые цвета.
Академик АХ СССР (1973; член-корреспондент 1962). Член Союза художников СССР (1947), член бюро живописной секции СХ, член правления и президиума ЛО СХ (1956), секретарь СХ СССР (1973).
Евсей Евсеевич Моисеенко скончался 29 ноября 1988 года в Ленинграде (ныне Санкт-Петербург). Похоронен на Литераторских мостках Волковского кладбища.

## Награды и звания
- Герой Социалистического Труда (1986)
- Заслуженный деятель искусств РСФСР (1963)
- Народный художник РСФСР (1965)
- Народный художник СССР (1970)
- Ленинская премия (1974) — за цикл картин «Годы боевые» («Красные пришли», «Товарищи», «Черешня», «Победа»)
- Государственная премия СССР (1983) — за серию картин «Память» («Из детства», «Ветераны», «Песня», «Память», «Август»)
- Государственная премия РСФСР имени И. Е. Репина (1966) — за картину «Красные пришли»
- Орден Ленина (1986)
- Орден Трудового Красного Знамени (1967)
- Орден Дружбы народов (1976)
- Медаль «В ознаменование 100-летия со дня рождения Владимира Ильича Ленина»
- Медаль «За лучшую картину года» (1967)
- Серебряная медаль АХ СССР (1962)
- Золотая медаль имени М. Б. Грекова (1970)
- 1-я премия Кировского завода (1972).

## Ученики
- Шувалов, Дмитрий Александрович
- Бедоев, Шалва Евгеньевич
- Выстропов, Андрей Петрович
- Кайрамбаев, Жумакын Кожакынович
- Кичко, Сергей Дмитриевич
- Крылатов, Валерий Михайлович
- Орлова-Афиногенова, Елена Львовна
- Петров, Александр Иванович
- Романов, Николай Александрович
- Хорошева, Ольга Николаевна
- Худяков, Алексей Леонидович
- Чиков, Валентин Васильевич
- Яковлев, Андрей Алексеевич
- Яхьяева, Матлюба Мансуровна[6]
- Мамедов, Мамед, участник группы Семёрка (творческое объединение)

## Память
- На доме в Санкт-Петербурге, где с 1953 по 1988 год жил и творил Евсей Моисеенко (Суворовский проспект, 56), установлена мемориальная доска[7].
- В Буда-Кошелёво Гомельской области 25 августа 2007 года была открыта Картинная галерея имени Е. Е. Моисеенко[8] в знак признательности уроженцу Буда-Кошелёвского района.
- В феврале 2016 года картина художника «Свобода!» из частной коллекции предпринимателя Андрея Филатова была безвозмездно передана на долгосрочное экспонирование в израильский Мемориал Яд ва-Шем[9].